# Deutsche Stenografie
Die Deutsche Stenografie war eine Form der Stenografie, die ab 1970 in der DDR gelehrt und verwendet wurde. Es handelte sich dabei um eine Weiterentwicklung der 1924 geschaffenen Deutschen Einheitskurzschrift (DEK). Die im 19. Jahrhundert gebräuchliche Kurzschrift nach Wilhelm Stolze, welche als ein Urahn der Deutschen Einheitskurzschrift und somit auch der Deutschen Stenografie gilt, wurde ebenfalls Deutsche Stenographie genannt.

## Historie
Es wird davon ausgegangen, dass spätestens seit 1956 in der DDR Überlegungen zur Neugliederung des Lehrstoffes der Stenografie bestanden. 1967 wurde ein „Vorschlag des Systemausschusses der Deutschen Gesellschaft für Stenografie und Maschinenschreiben für eine Vereinfachung der Verkehrsschrift der Deutschen Stenografie (Einheitskurzschrift)“ veröffentlicht. Im selben und in darauffolgenden Jahren wurden Versuchskurse zur praktischen Erprobung eingerichtet. Die daraus gewonnenen Erkenntnisse flossen mit in die Systemänderung ein. 1969 erfolgten weitere Änderungen an den Vorschlägen, die dementsprechend mitgetestet wurden. Im Jahre 1970 gab das Ministerium für Volksbildung die „Urkunde der Deutschen Stenografie vom 1. Juni 1970“ (Gesetzblatt der DDR, Teil Ⅱ, S. 468) heraus, die ab dem 1. September 1971 verbindliche Grundlage für den Unterricht der Deutschen Stenografie war.
Mit dem Ende der DDR im Jahre 1990 war auch das Schicksal der Deutschen Stenografie besiegelt. Aufgrund einer ganzen Reihe von Umständen hatte sie keine Überlebenschance. Die Lehrbücher aller drei Stufen waren wegen der in ihnen enthaltenen Texte mit sozialistischer Ideologie plötzlich unbrauchbar. Eine Neubearbeitung, so sie denn angesichts der nun fehlenden finanziellen Unterstützung seitens des Staates überhaupt hätte in Angriff genommen werden können, hätte längere Zeit in Anspruch genommen. Im Gegensatz dazu war es für die großen westdeutschen Fachverlage ein leichtes Unterfangen, innerhalb weniger Wochen die gesamte DDR mit ihren Lehrbüchern zu versorgen. So geschah es dann auch.
Die führenden Systemtheoretiker in Ostdeutschland waren zur Wendezeit entweder schon sehr alt oder sie mussten sich unter den neuen gesellschaftlichen Bedingungen vorrangig um die Sicherung ihrer materiellen Existenz kümmern, sodass ihnen keine Zeit blieb, für den Erhalt der Deutschen Stenografie oder für die Schaffung einer neuen Systemform, unter Berücksichtigung der Vorteile von Wiener Urkunde und Deutscher Stenografie, zu kämpfen. Von ganz wenigen Ausnahmen abgesehen, hatten weder die maßgeblichen Stenografietheoretiker der Bundesrepublik noch die Führungsspitze des Deutschen Stenografenbundes ein Interesse an einer Änderung der DEK. Und so verschwand die Deutsche Stenografie sehr schnell aus dem Unterrichtsbetrieb, ohne dass es dafür einer gesetzlichen Regelung bedurfte. Heute wird die Deutsche Stenografie nur noch von den meisten derer genutzt, die sie in der DDR erlernt haben.

## Vergleich zur DEK
Im Grundaufbau stimmt die Deutsche Stenografie mit der DEK in der Fassung der Wiener Urkunde von 1968 überein. Der Zeichenbestand ist bis auf wenige Abweichungen gleich. Ebenso werden die gleichen Kürzungstechniken verwendet. Sowohl in der DEK als auch in der Deutschen Stenografie gibt es drei Schriftstufen. Sie werden in der Deutschen Stenografie als Notizschrift, Diktatschrift und Redeschrift bezeichnet und entsprechen somit den drei hauptsächlichen Verwendungszwecken der Kurzschrift.

Zum Vergleich: links Verkehrsschrift der DEK, rechts Notizschrift der Deutschen Stenografie

Neben der Anpassung an sprachwissenschaftliche Termini war wichtigstes Ziel der Systemreform die Vereinfachung der ersten Stufe. Dies wurde unter anderem durch die Abschaffung des Aufstrich-t und den Wegfall der damit verbundenen Anschlussregeln erreicht. Das zweistufige Aufstrich-t wird erst in der Redeschrift eingeführt.
Das Zeichen für s ist kein Vollkreis, sondern ähnelt einem halbstufigen h der DEK. Dadurch erübrigen sich die in der DEK erforderlichen Regeln für den Anschluss kleiner Zeichen an s. Maßgeblich für den Anschluss des folgenden Zeichens ist stets der Fußpunkt des s. Linkswendiges s kommt in den ersten beiden Schriftstufen nur in Kürzeln vor. In der Redeschrift wird s als Nachlaut als linkswendige Kreisschlinge geschrieben.
Ein weiterer auffälliger Unterschied im Vergleich zur DEK ist das Zeichen für st, das dem Kürzel du der DEK entspricht, stets angewendet wird und ohne Schwierigkeiten hoch und tief gestellt werden kann. Damit folgt nach Stenologik für str die zweistufige Ausführung des st, was zur Folge hat, dass für das Kürzel unter der DEK eine andere Form gefunden werden musste.
Das Zeichen DEK rr wird in der Deutschen Stenografie in allen drei Stufen als rt verwendet. Ab der Diktatschrift erhält es zusätzlich die Bedeutung -rer.
Die Kürzelliste der Deutschen Stenografie unterscheidet sich ebenfalls von der der DEK. Beispielsweise wurde in der Deutschen Stenografie auf das DEK-Kürzel für das Suffix -ung verzichtet. Das DEK-Kürzel ist nicht kürzer als die ausgeschriebene Form, aber aufgrund der zahlreichen damit verbundenen Anschlussregelungen und Zeichenverschmelzungen mit einem erheblichen zusätzlichen Lernaufwand verbunden.